# 石川県立金沢西高等学校
石川県立金沢西高等学校（いしかわけんりつ かなざわにしこうとうがっこう、英: Ishikawa Prefectural Kanazawa Nishi High School）は、石川県金沢市畝田東にある公立の高等学校。通称は「西高（にしこう）」、「西（にし）」。

## 設置学科
- 普通科

## 概要
校地は県庁所在地金沢市の西部郊外に位置する。付近には石川県庁や金沢市立工業高等学校がある。
2012年（平成24年）度新入生までは単位制であり、生徒は比較的自由にカリキュラムを組むことができた。

## 沿革
- 1974年（昭和49年）
  - 1月 - 金沢市駅西地区に石川県立金沢西高等学校設立。
  - 4月 - 石川県教育センター分室を仮校舎とし、入学式挙行。
  - 9月 - 開校式挙行、校歌制定、校旗樹立。
- 1975年（昭和50年）3月 - 管理棟・特別教室棟・第1体育館竣工、金沢市藤江北の新校舎へ移転。
- 1976年（昭和51年）
  - 3月 - 普通教室棟・校門竣工。
  - 12月 - 普通教室棟・部室竣工。
- 1978年（昭和53年）
  - 7月 - 武道館竣工。
  - 9月 - 校舎落成記念式典挙行、「飛翔」の像建立。
- 1980年（昭和55年）
  - 6月 - 普通教室増築竣工。
  - 8月 - 運動場夜間照明施設竣工。
- 1982年（昭和57年）8月 - 第2体育館竣工。
- 1992年（平成4年）
  - 3月 - 正門・広場竣工、「大海に望む」の像建立。
  - 4月 - 普通科に英語コースを設置。
  - 9月 - 中庭竣工。
- 1996年（平成8年）4月 - 全日制単位制高等学校（普通科）に移行し、普通科英語コースを廃止。
- 1998年（平成10年）8月 - 金沢市畝田東に新校舎竣工、移転。
- 2002年（平成14年）6月 - いしかわ学校版環境ISOを取得。
- 2003年（平成15年）- 文部科学省読書活動優秀実践校。
- 2005年（平成17年）6月 - 普通教室棟冷房工事竣工。
- 2013年（平成25年）4月 - 再び全日制学年制高等学校（普通科）に移行。
- 2016年（平成28年）4月 - アチーブクラス（特進クラス）設置。

## 教育方針
清純・創造・自主・協調
2013年（平成25年）度以後は進学重視型単位制の学校として国公立大学進学を目標とした授業を展開し、平日7限授業で全学年の土曜補習に加えて、3年生は4月より8限補習を実施、単位制を生かして、国語、数学、英語で習熟度別授業を展開している。

## 学校行事
| 月   | 学教行事                                              |
| ---- | ----------------------------------------------------- |
| 04月 | 入学式、部登録、遠足                                  |
| 05月 | 前期中間試験、PTA総会・公開授業                       |
| 06月 | 修学旅行                                              |
| 07月 | 海外研修、保護者懇談、前期補習                        |
| 08月 | 3年生登校学習会、体験入学、後期補習                   |
| 09月 | 西高祭（3日間）                                       |
| 10月 | 前期期末試験、さわやかクリーン活動、1年生金沢大学訪問 |
| 11月 | 後期中間試験                                          |
| 12月 | 合同トレーニング（～2月）                             |
| 01月 |                                                       |
| 02月 | 後期期末試験、卒業生励ます会                          |
| 03月 | 卒業式、学検、球技大会                                |

## 生徒会活動・部活動など

### 生徒会
生徒会執行部
前期（4～10月）と後期（10月～3月）で選挙（会長1名、副会長・書記・会計2名ずつ）する。
委員会
- 公安
- 体育
- 保健
- 図書
- 編集
- 文化
- 選挙管理
- 応援
- 国際交流
- ボランティア

### 運動部
- サッカー
- 野球
- バスケットボール（男・女）
- ラグビー
- バレーボール（男・女）
- 陸上競技
- 空手道
- バドミントン
- 剣道
- 硬式テニス（男・女）
- フェンシング
- 卓球
- ソフトボール
- 弓道
- 水泳
- レスリング

主な成績
- 2008年9月女子バスケットボール部 全国高校バスケ選抜優勝大会 石川県予選 優勝
- 2008年12月女子バスケットボール部 全国高校バスケ選抜優勝大会 ベスト8
- 2008年5月6日 - 野球部が北信越高校野球石川県大会で遊学館高等学校に勝って初優勝。
- 2011年9月28日 - 野球部が北信越高校野球石川県大会で金沢学院東高校に勝って二度目の優勝。
- フェンシング部、レスリング部が全国大会に出場[いつ?]
- 2011年の秋季北信越地区高等学校野球大会[いつ?]二回戦で敗退するも、11月に第84回選抜高校野球21世紀枠石川県推薦校、12月に北信越地区推薦校に選ばれる。

### 文化部
部
- 合唱
- 美術
- 放送
- カルタ
- 吹奏楽
- 英語研究
- 写真
- 華道
- 茶道
- 科学
- パソコン
- 家庭
- 棋道

同好会
- ダンス
- 軽音楽
- 図書文芸

主な成績
- 美術部、写真部が全国大会に出場[いつ?]

## 校歌
作詞：杉森久英、作曲：須摩洋朔

## 死亡事故
2017年（平成29年）11月5日、野球部の練習試合にて1年生男子部員（当時15歳）が新大徳川に落ちたボールを拾おうとして転落し意識不明の重体。翌々日の7日、搬送先病院にて死亡。
2020年（令和2年）10月27日、死亡生徒の両親が担当教員が必要な安全対策を怠ったためだとして、県に慰謝料など約5400万円の損害賠償を求めて金沢地方裁判所に提訴。2022年（令和4年）12月9日、金沢地方裁判所は「監督ら教員が注意義務を尽くしていれば事故を回避できた」とし、県に2300万円の支払いを命じた。同月26日付で県は当時の顧問3人を文書訓告措置とした。

## 所在地
〒920-0344 石川県金沢市畝田東三丁目526番

## アクセス
- JR西日本 北陸本線 金沢駅が最寄駅
- 北鉄金沢バス04･64･19系統「金沢西高校前」バス停徒歩2分

## 著名な卒業生
- 保科有里 - 歌手
- 谷内亮太 - プロ野球選手 (北海道日本ハムファイターズ)
- 泉圭輔 - プロ野球選手 (福岡ソフトバンクホークス)
- 東川昌典 - 元プロサッカー選手 (ジュビロ磐田など)、V・ファーレン長崎元監督